# 지급준비제도
지급준비제도(支給準備制度, Reserve Requirement System)란, 시중은행 등의 금융기관이 지급준비금(支給準備金)으로 불리는 일정량의 현금 또는 그에 준하는 자산을 중앙은행에 예치한 것을 말한다. 지급준비적립금제도라고도 한다.

## 개념
지급준비금은 지급준비율(支給準備率)에 의해 결정된다. 2015년 현재 대한민국의 법정 지급준비율은 7%이다. 따라서 대한민국의 어떤 은행이 1,000억 원의 예금을 보유하고 있다면, 이 중 최소 70억 원(7%)은 은행이 실제로 보관하고, 나머지 930억 원은 대출 등으로 운용할 수 있다. 다르게 말하면, 은행은 실제로 70억의 현금만을 보유하고 있더라도, 고객들에게는 930억 원을 대출해줄 수 있다는 것이다.
이렇게 할 수 있는 이유는 예금자들이 실제로 돈을 한꺼번에 찾아가는 일이 드물기 때문인데, 만일 돈을 찾아가려는 사람들이 한꺼번에 몰려 70억 원 이상의 예금을 인출하게 된다면 이 은행은 파산하게 된다. 이런 일을 뱅크런이라고 한다.

## 통화량
통화량 조절에는 기준 금리 또는 지급준비율을 변경하는 방식이 대표적이다. 그러나 통화량을 늘리기 위해 지급준비금 자체를 늘린 사례도 있다. 2008년 금융위기 이후 연준에서 사용한 방법이 바로 그것으로, 시중은행이 보유하고 있던 다량의 부실 채권을 연준이 사주는 방법으로 은행의 지급준비금을 늘려서, 은행의 대출을 늘리고, 결과적으로 통화량을 늘리는 방식이었다. 이것이 인플레이션 압력으로 작용하지 않았던 이유는 이미 단기금리가 거의 제로였던 상태였기 때문이었다.

## 같이 보기
- 중앙은행
- 본원통화

## 참고 문헌
- 다음 백과사전